# グレッグ・セメンザ
グレッグ・セメンザ（Gregg Leonard Semenza、1956年7月1日 - ）はアメリカ合衆国の医学者。ニューヨーク市クイーンズ区生まれ。2019年ウィリアム・ケリン、ピーター・ラトクリフとともにノーベル生理学・医学賞を受賞した。

## 来歴
ハーバード大学を卒業後、ペンシルベニア大学大学院で1984年に医学博士号を取得した。デューク大学メディカルセンターの助教授を経て、ジョンズ・ホプキンズ大学で1990年以来、小児科、内科、腫瘍学および放射線療法を教授している。細胞が酸素の欠乏した環境に適応することを可能にするHIF-1（低酸素誘導因子）を発見した。
なお、同氏は現在立憲民主党所属の衆議院議員である吉田統彦がメリーランド州のジョンズ・ホプキンズ大学のフェローであった際の共同研究者である。
ノーベル賞受賞の1年後に、多数の論文についてデータの不自然さがPubPeerで指摘された。2022年10月21日時点で17報について撤回・訂正・懸念の表明がされており、2023年８月１日までの過去２年間で６本の論文が撤回された。

## 受賞歴
- 2010年 ガードナー国際賞
- 2014年 ワイリー賞
- 2016年 アルバート・ラスカー基礎医学研究賞
- 2018年 マスリー賞
- 2019年 ノーベル生理学・医学賞